# 峠下車站
峠下站（日语：／ Tōgeshita eki */?）是位於北海道留萌市大字留萌村字峠下，是北海道旅客鐵道（JR北海道）留萌本線的鐵路車站。電報略號為トタ。
車站名稱源自阿伊努語「rucis-pok」，即峠之下。主要指位於古時石狩國及天鹽國之間的山道。

## 歷史
- 1910年（明治43年）11月23日 - 鐵道省留萌線深川車站至留萌車站之間設置本車站。
- 1931年（昭和6年）10月10日 - 留萌線改稱為留萌本線。
- 1949年（昭和24年）6月1日 - 由日本國有鐵道接管。
- 1977年（昭和52年）5月25日 - 取消貨物裝卸業務。
- 1984年（昭和59年）2月1日 - 取消行李裝卸業務。同時因為停止賣票及改票而不再派駐職員，只保留負責閉塞系統的人員。
- 1987年（昭和62年）4月1日 - 由於國鐵分割民營化，車站由JR北海道管理。
- 1998年（平成10年）3月 - 由於閉塞系統由電氣路籤閉塞改為特殊自動閉塞，車站完全無人化。
- 2023年（令和5年）4月1日 - 留萌本線石狩沼田至留萌廢線，本站廢站。

## 車站構造
廢站前為2面2線的地面車站，設有2個側式月台並配置成千鳥式（非對稱）。亦是深川站至留萌站之間唯一能夠進行列車交會的中途車站。車站建築旁的月台西側能夠使用平交道前往對面月台的東方。車站建築的南方為下行路軌，而對面月台則為上次路軌，沒有編號。此外，上行路軌往深川方向設有側線並連接形往留萌方向，兩條路軌亦設有安全側線。1983年4月時，下行路軌往留萌方向設有貨物側線連接位於車站建築西面的缺角式貨物月台，但於1993年3月移走。設有蒸汽機車的供水塔。
為無人車站。車站建築位於車站的南方（留萌方向的左方），與下行路軌的月台中央部份連接。現時車站建築為有人車站時代興建，外觀為茶色的木造建築，內部仍殘留售票及處理小型行李的窗口。候車室約有3張疊蓆的空間，亦放置由當地居民手造的人造花裝飾。無人化後仍設有保養路軌的休息室供冬季時負責除雪的職員之用。廁所設置於列車停靠的位置約10米距離。

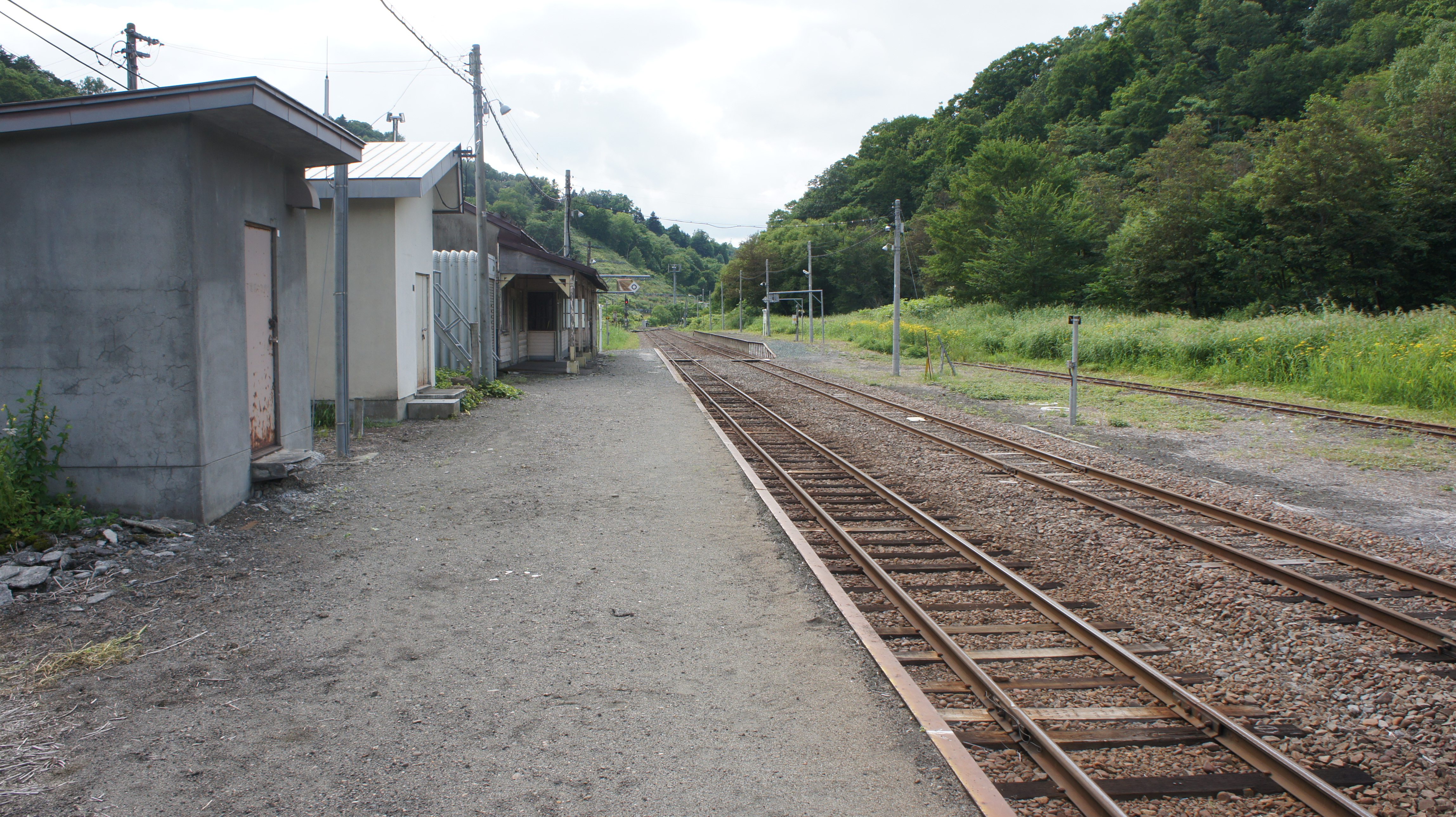
月臺（2017年8月）
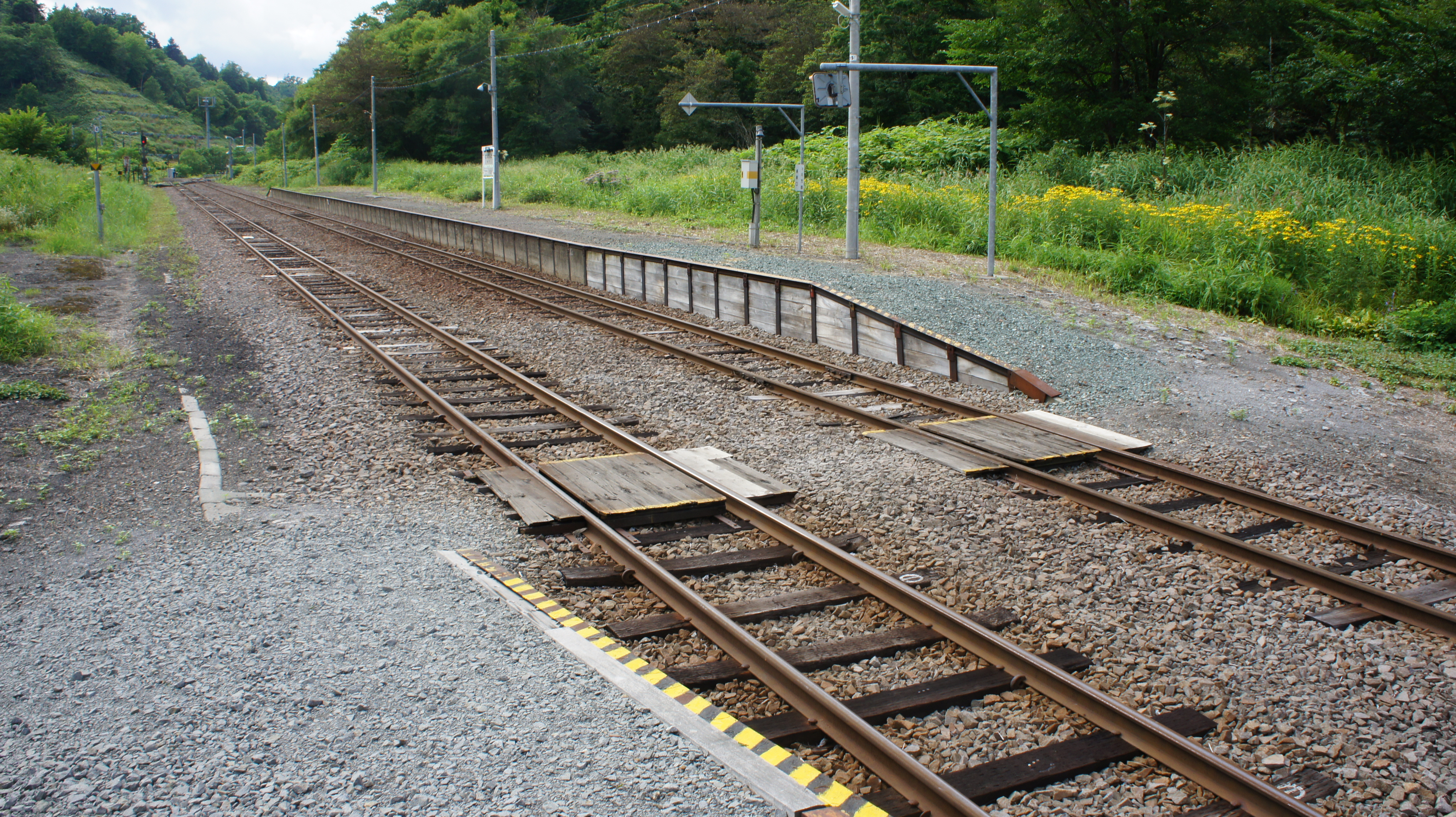
站内平行道（2017年8月）
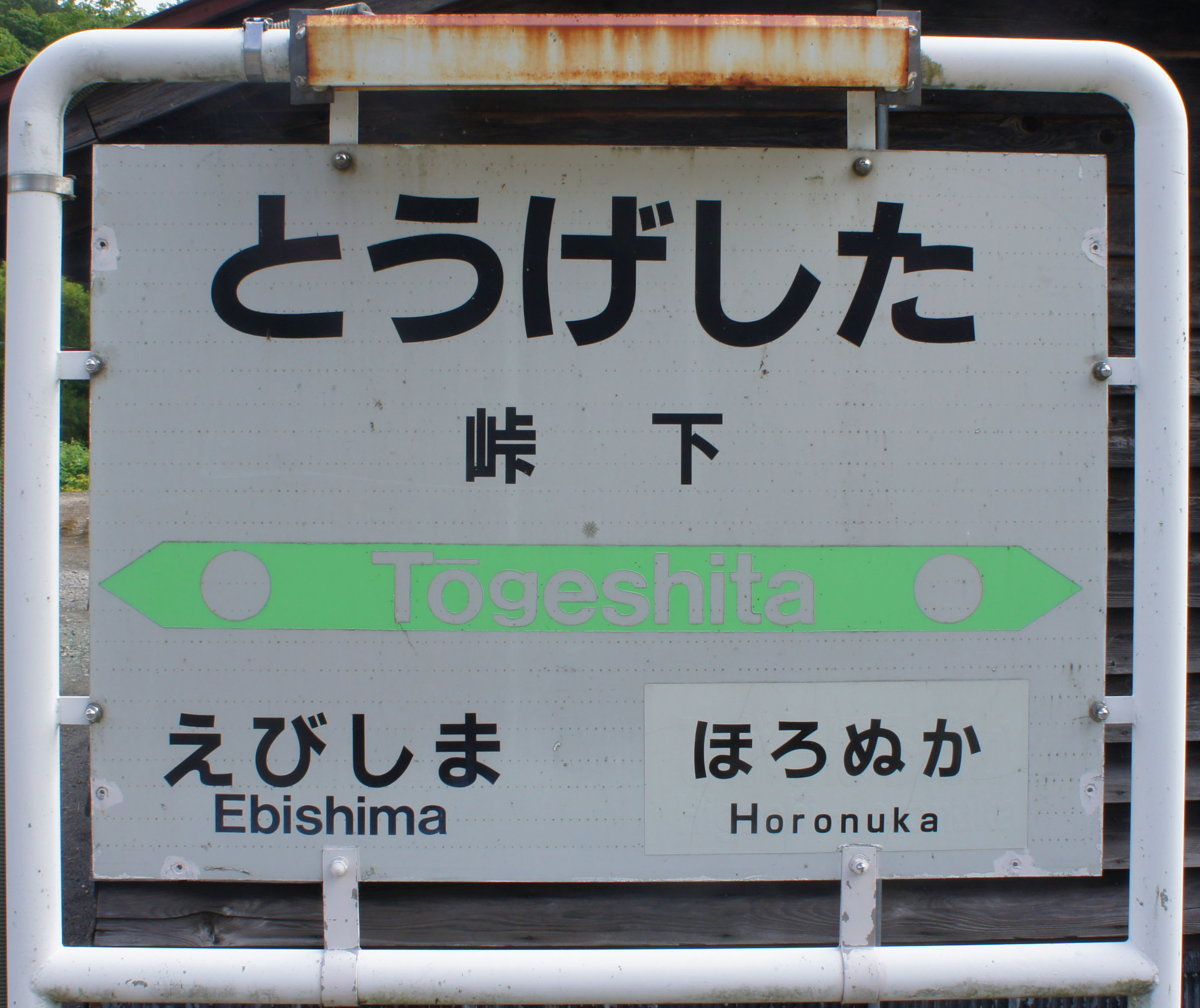
站名標（2017年8月）

## 載客量
- 1981年度的每天載客量為18人。
- 1992年度的每天載客量為4人。
- 2011年至2015年度平均每天載客量少於1人[2]。

## 車站周邊
北面為天鹽山地，南面為增毛山地，車站前有群山聳立，後方為一大片叢林。亦有小河流在車站前流動。除了有1戶農家外人煙稀少。本車站與惠比島站之間有2座隧道，亦是深川站至留萌站之間的唯一有隧道的區間。
- 國道233號（日语：国道233号）（留萌國道）
- 北海道道549號峠下沼田線
- 峠下森林公園
- 留萌川
- 沿岸巴士、道北巴士「峠下分岔點」車站

## 相鄰車站
北海道旅客鐵道
留萌本線
惠比島－峠下－（東幌糠）－幌糠
位於本車站至幌糠站之間的東幌糠站，已於2006年3月18日被廢站。
往深川（上行列車）方向的4920D列車，不會停靠本車站之後的三個車站直接到達留萌車站。
往留萌（下行列車）方向的4921D列車，不會停靠本車站之後的兩個車站而直達大和田車站。

## 外部連結
- 峠下站（JR北海道旭川分社）